# کمال فرجی
کمال فرجی (زادهٔ ۱۳۵۷ – درگذشتهٔ ۲۶ آبان ۱۳۹۸ در اسلامشهر) یکی از کشته‌شدگان اعتراضات آبان ۱۳۹۸ ایران بود.

## زندگی
کمال فرجی، در سال ۱۳۵۷ متولد شد. او متأهل و دارای ۳ فرزند بود. وی قبل از کشته شدن با عنوان کارگر نجاری مشغول کار بود.

## کشته شدن
کمال فرجی روز یک‌شنبه ۲۶ آبان ۱۳۹۸، هنگامی که از کار روزانه بازمی‌گشت، در اسلام‌شهر متوجه درگیری نیروهای امنیتی با معترضان شد. او برای کمک، به جمع مردم معترض پیوست. در این هنگام مورد شلیک مستقیم نیروهای حکومتی قرار گرفت و در اثر جراحات حاصل از اصابت گلوله، در راه بیمارستان درگذشت.

## حواشی
- پس از درگذشت کمال فرجی، مأموران امنیتی برای تحویل جسد، از خانوادهٔ فرجی درخواست ۷۰ میلیون تومان وجه نقد کرده بودند که با مقاومت خانواده این مبلغ پرداخت نشد.[۹][۱]
- پیکر کمال فرجی را به مدت ۱ هفته به خانواده‌اش تحویل ندادند[۹] و پس از آن با تهدید و مشروط به برگزاری مراسم در سکوت، جسد به خانواده تحویل داده شد.[۱]
- علت درگذشت در گواهی فوت، «اصابت جسم پرتابه‌ای پرشتاب به قفسه سینه» قید شده‌است.[۱][۱۱]
- در آستانهٔ برگزاری مراسم چهلم جانباختگان اعتراضات آبان، مادر کمال فرجی پیام‌های ویدیویی در دادخواهی فرزندش منتشر کرد که به سرعت در رسانه‌ها و فضای مجازی دست به دست شد.[۱۲][۵][۱۳][۱۴] او در بخشی از یکی از پیام‌هایش می‌گوید: «من دردم رو به کی بگم؟ کجا برم؟ دلیلش چیه که بچه‌م رو کشتن؟ پسر من می‌خواسته از حق‌اش دفاع کند. جواب حقش گلوله است؟»[۴]